# Diocesi di Yichang
La diocesi di Yichang (in latino: Dioecesis Iciamensis) è una sede della Chiesa cattolica in Cina suffraganea dell'arcidiocesi di Hankou. Nel 1950 contava 15.078 battezzati su 5.000.000 di abitanti. La sede è vacante.

## Territorio
La diocesi comprende parte della provincia cinese dello Hubei.
Sede vescovile è la città di Yichang, dove si trova la cattedrale di San Francesco.

## Storia
Il vicariato apostolico di Hupeh sud-occidentale fu eretto il 2 settembre 1870 con il breve Quae Christianae rei di papa Pio IX, ricavandone il territorio dal vicariato apostolico di Hupeh (oggi arcidiocesi di Hankou).
Il 3 dicembre 1924 assunse il nome di vicariato apostolico di Ichang (Yichang) in forza del decreto Vicarii et Praefecti della Congregazione di Propaganda Fide.
Il 7 luglio 1936 e il 14 giugno 1938 cedette porzioni del suo territorio a vantaggio dell'erezione della prefettura apostolica di Shashi e del vicariato apostolico di Shinan (oggi diocesi di Enshi).
L'11 aprile 1946 il vicariato apostolico è stato elevato a diocesi con la bolla Quotidie Nos di papa Pio XII.
Il 15 agosto 1959 fu consacrato vescovo di Yichang monsignor Paul Francis Zhang Mingqian, che fu uno dei primi vescovi cinesi scelti e ordinati senza il consenso della Santa Sede. Questi ha governato la diocesi fino alla sua morte avvenuta il 24 luglio 2005. Gli è succeduto, dal 30 novembre 2007 dopo due anni di sede vacante, monsignor Francis Lu Shouwang, che già dalla fine degli anni Novanta del secolo scorso amministrava la diocesi, a causa dell'infermità del vescovo Zhang Mingqian. Lu Shouwang è improvvisamente deceduto a soli 45 anni per una pancreatite acuta il 30 aprile 2011.

## Cronotassi dei vescovi
Si omettono i periodi di sede vacante non superiori ai 2 anni o non storicamente accertati.
- Alessio Maria Filippi, O.F.M. † (25 gennaio 1876 - 22 novembre 1888 deceduto)
- Benjamin Christiaens, O.F.M. † (13 febbraio 1889 - 1899 dimesso)
- Théotime Matthieu Verhaehen, O.F.M. † (27 aprile 1900 - 19 luglio 1904 deceduto)
- Modest Everaerts, O.F.M. † (24 dicembre 1904 - 27 ottobre 1922 deceduto)
- Johannes Trudo Jans, O.F.M. † (13 dicembre 1923 - 9 settembre 1929 deceduto)
- Noël Gubbels, O.F.M. † (25 marzo 1930 - 18 novembre 1950 deceduto)
  - Sede vacante (1950-1959)
  - Paul Francis Zhang Mingqian † (15 agosto 1959 - 24 luglio 2005 deceduto)
  - Sede vacante (2005-2007)
  - Francis Lu Shouwang † (30 novembre 2007 - 30 aprile 2011 deceduto)

## Statistiche
La diocesi nel 1950 su una popolazione di 5.000.000 di persone contava 15.078 battezzati, corrispondenti allo 0,3% del totale.
| anno | popolazione | popolazione | popolazione | presbiteri | presbiteri | presbiteri | presbiteri                | diaconi | religiosi | religiosi | parrocchie |
| anno | battezzati  | totale      | %           | numero     | secolari   | regolari   | battezzati per presbitero | diaconi | uomini    | donne     | parrocchie |
| ---- | ----------- | ----------- | ----------- | ---------- | ---------- | ---------- | ------------------------- | ------- | --------- | --------- | ---------- |
| 1950 | 15.078      | 5.000.000   | 0,3         | 57         | 15         | 42         | 264                       |         |           | 77        | 156        |

Secondo alcune fonti statistiche nel 2011 la diocesi conta circa 30.000 fedeli con 24 sacerdoti e 12 religiose.